# Château de Teleki à Luna de Jos
Le château de Teleki (en roumain Castelul Teleki, en hongrois Teleki-kastély), situé à Luna de Jos (ro), dans le comté de Cluj, a été construit entre 1650 et 1700 par la famille noble de Transylvanie Teleki.

## Historique
La construction du château a commencé dans la seconde moitié du XVIIe siècle et a été achevée en 1700 par Pál Teleki (1677-1731), un philanthrope et partisan de François Rákóczi II.
En représailles pour avoir soutenu Rákóczi, l'armée impériale détruit le bâtiment. De l'ancien château, il ne reste que la tour de chasse sud, d'une hauteur d'environ 35 m, et une partie du parc. Le reste du château fut démoli sur ordre de l'empereur d'Autriche après 1700.
Les pierres résultant de la démolition furent utilisées au siècle suivant pour construire un mur d'environ 700 m de long, un mètre d'épaisseur et 4 m de haut, et un nouveau pavillon néoclassique avec un rez-de-chaussée, un premier étage et un toit, situé dans un petit parc. Avec l'arrivée du gouvernement communiste, ce bâtiment a été transformé en siège d'une CAP (collectivité agricole).
Après 1980, une section de 500 m du mur a été démolie et les pierres en ont été récupérées. Actuellement, le bâtiment néoclassique est le siège d'un centre d'assistance sociale et de protection de l'enfance. Environ 200 m du mur entourant l'hôpital local sont encore conservés. Le parc du château comprend des arbres de plus de 500 ans (chênes, hêtres, châtaigniers).

## Bibliographie

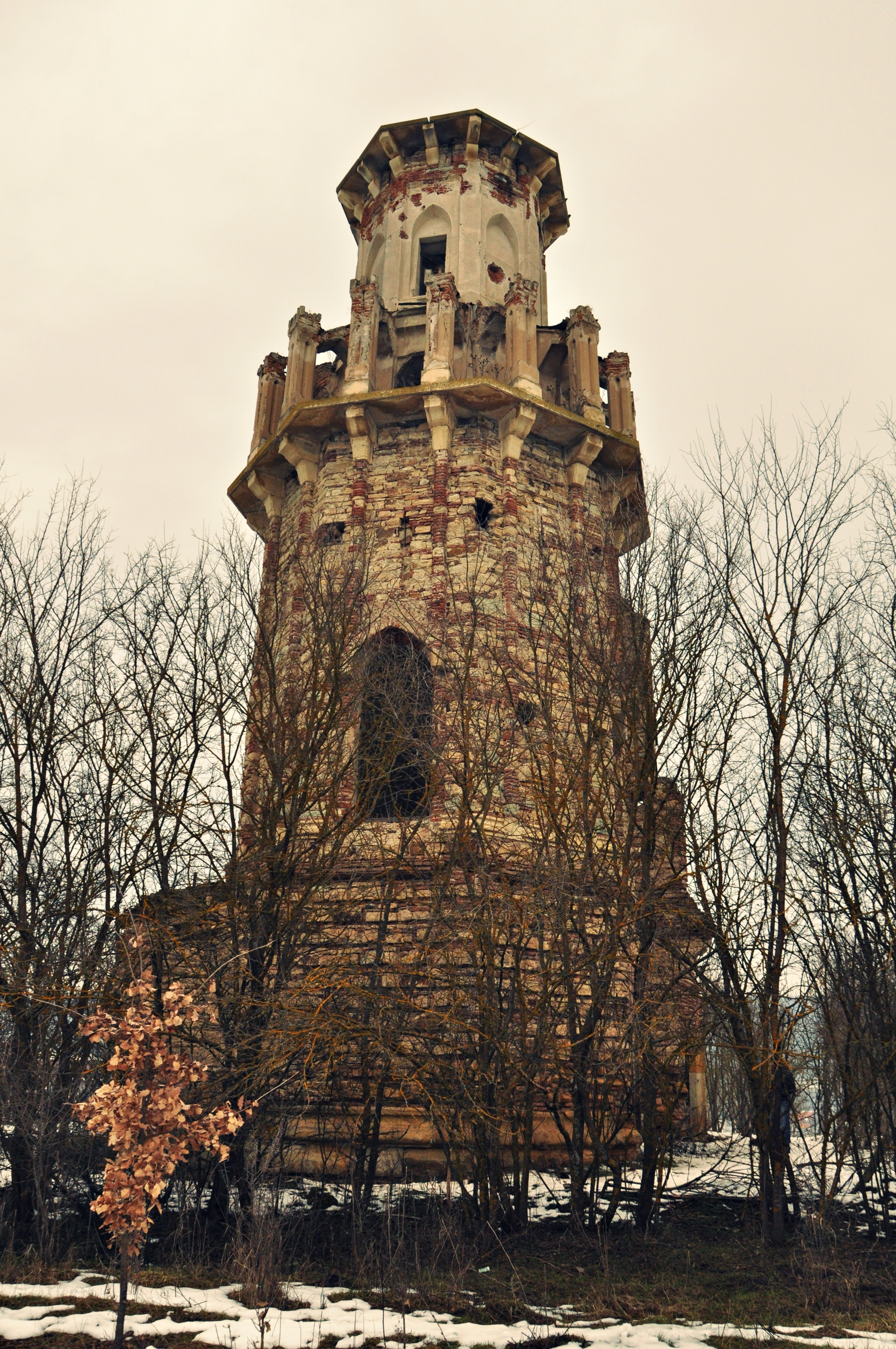
La Tour de chasse.

## Galerie d'images

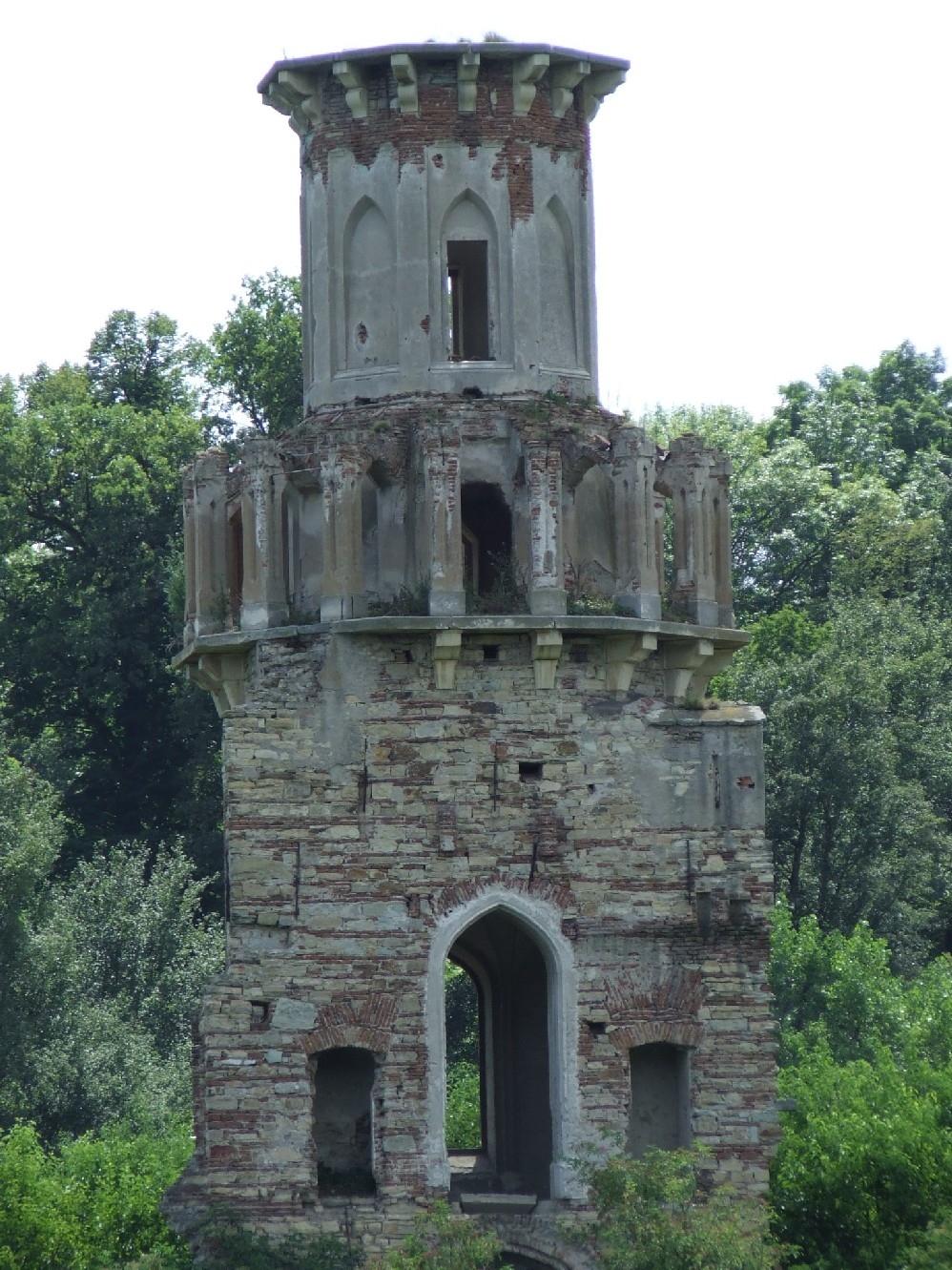
Ruines de la tour de chasse
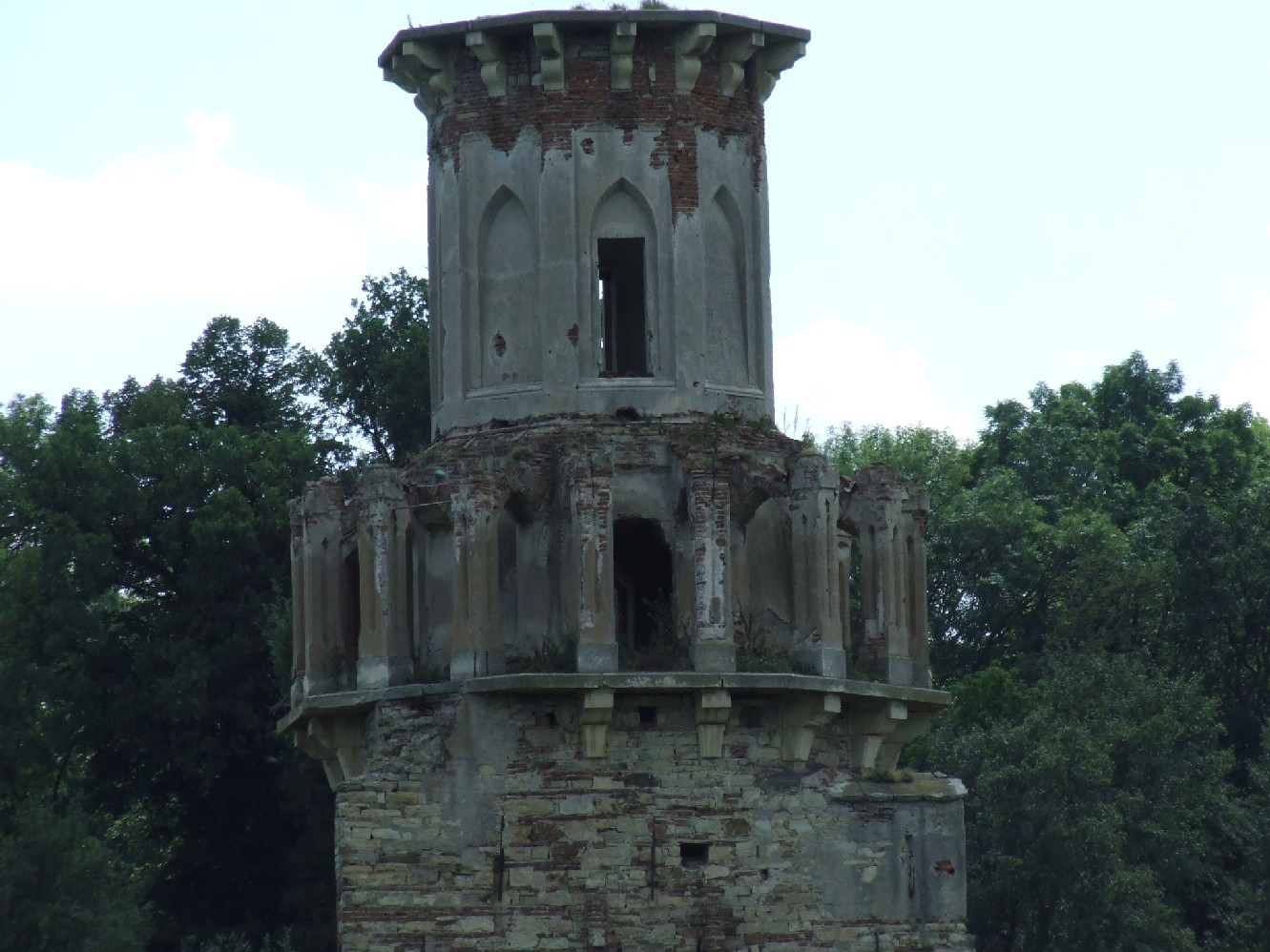
Ruines de la tour de chasse
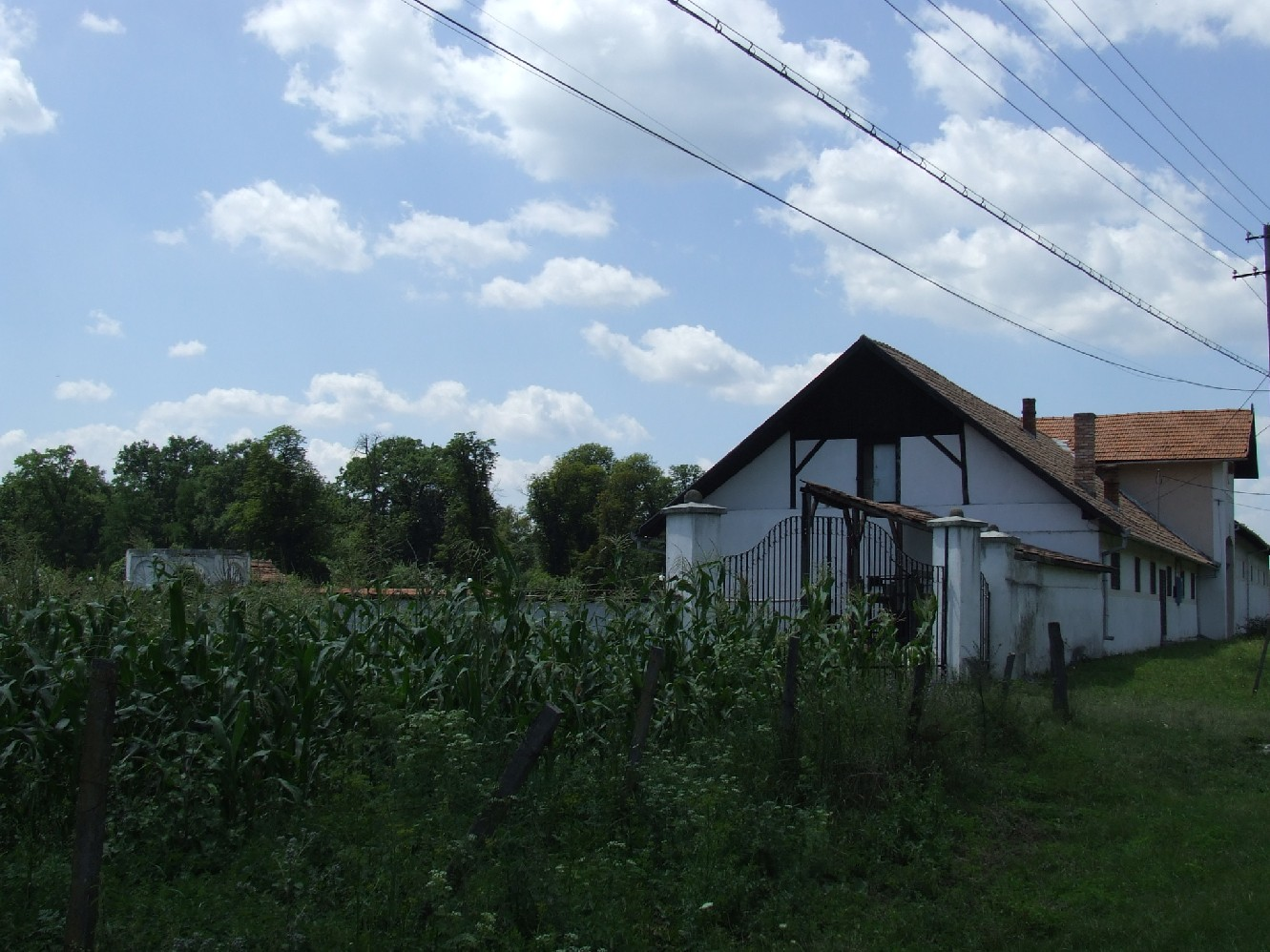
Les écuries du vieux château
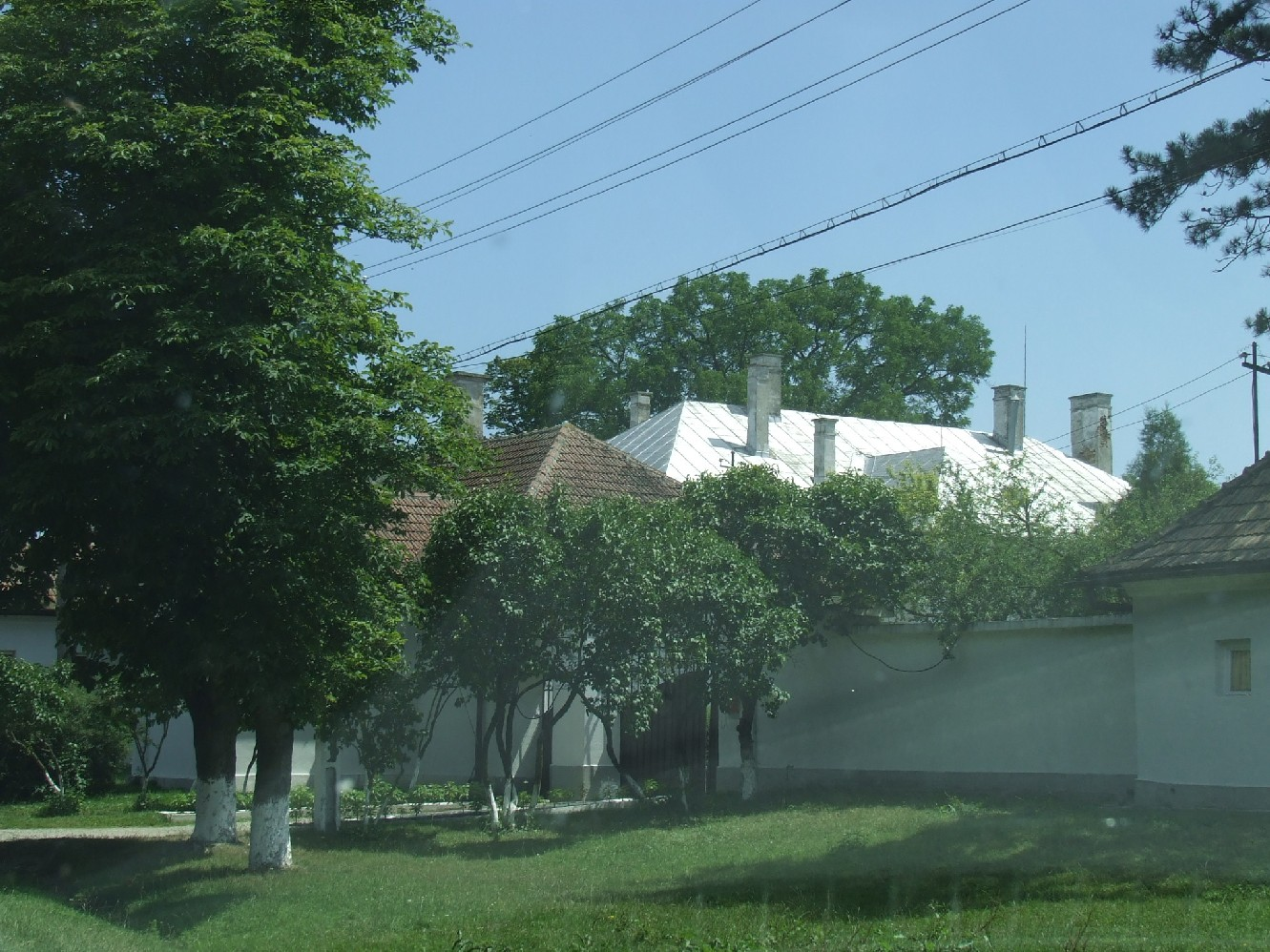
Pavillon néoclassique